# Helene Randin
Helene Randin, född 13 december 1955 i Årsta, är en svensk konstnär.
Randin studerade vid Medborgarskolans konstskola 1971–1972, Gerlesborgsskolan 1972–1975 och Kungliga Konsthögskolan 1975–1980. Randin är representerad vid Statens konstråd samt kommuner och landsting. Sveriges Allmänna Konstförening. Hennes verk finns bland annat på S:t Görans sjukhus i Stockholm, bostadsområdet Jungmannen i Gustavsberg och på Vallentuna sjukhem.

## Separatutställningar
- 2017 - KAZ Galleri, Västerås
- 2015 - Galerie Helena, Stockholm
- 2014 - Jakobsbergs Konsthall
- 2014 - Galleri Tvärgränd, Söderhamn tillsammans med Madhat Kakei och Per Ölund
- 2012 - Galerie Helena, Stockholm
- 2011 - KAZ Galleri, Västerås
- 2010 - Örebro konsthall
- 2009 - Enköpings konsthall
- 2001 - Galleri Argo, Stockholm
- 1998 - Tittskåp Drottninggatan, Kulturhuvudstadsåret 1998, Stockholm
- 1994 - Galerie Blanche, Stockholm
- 1992 - Galleri Boj, Stockholm
- 1990 - Galerie Blanche, Stockholm
- 1989 - Bildgalleriet, Varberg tillsammans med Per Ölund
- 1987 - Galleri Boj, Stockholm
- 1984 - Galleri PM, Stockholm
- 1982 - Galleri H, Stockholm